# Що посієш...
«Що посієш…» (ест. Ideaalmaastik) — радянський художній фільм 1980 року, знятий на кіностудії «Талліннфільм». За мотивами оповідання Карла Хелемяе «Уповноважений на весняну сівбу».

## Сюжет
Естонія післявоєнних років. Комсомолець Майт Кукемері призначається уповноваженим з весняної сівби. Після виконаного завдання Майт поїде вступати до університету. Герой сповнений ентузіазму — щоранку робить зарядку, ганяє м'яч, бігає, ретельно чистить зуби та періодично телефонує в райком. Голова колгоспу Тувіке невсипно стежить за Кукемері й боїться, як би той не зайняв його місце… «Ми впевнені, що епоха, подія ніколи не обриваються на чомусь конкретному, як, наприклад, фізичне явище. Швидше, вони, подібно древньому древу, сягають корінням в невідомі надра, а їх насіння розвиваються в різні боки й можуть десь покласти початок нової багатої рослинності. Такий, власне, і наш фільм, який не може бути хронікою, копією, а скоріше фантазія, мрія навиворіт. Ми прагнули дотримуватися атрибутики та елементів побуту того часу, але при цьому дозволили собі вільне трактування подій, висловлювання свого ставлення до подій на екрані». — сказав про фільм режисер Пеетер Сімм.

## У ролях
- Арво Кукумягі — Майт Кукемері, комсомолець
- Тину Карк — Харальд Тувіке, голова когоспу
- Кальйо Коміссаров — Тамм, секретар районного комітету партії
- Прійт Адамсон — Ассер
- Реет Паавел — Лійна Аас
- Аарне-Маті Юкскюла — Міхкель Аас, батько Лійни Аас
- Паул Поом — Пеетер Віксур
- Айре Йохансон — Аста Віксур, дружина Пеетера Віксура
- Урмас Кібуспуу — Відрік Кітс
- Війре Вальдма — Реет Пярн
- Інес Ару — епізод
- Пеетер Сімм — епізод
- Хельме Раттас — епізод
- Хельве Халла — епізод
- Фелікс Карк — епізод
- Олексій Захаров — епізод
- Хелле Кунінгас — епізод
- Марі Сімм — епізод

## Знімальна група
- Режисер — Пеетер Сімм
- Сценарист — Карл Хелемяе
- Оператор — Арво Іхо
- Композитори — Яанус Нигісто, Ерккі-Свен Тююр
- Художник — Прійт Вахер